# Pom Pom contre-attaque
Série
Mr Boo contre Pom Pom
(1985)
Pour plus de détails, voir Fiche technique et Distribution.
Pom Pom contre-attaque (雙龍吐珠, Shuang long tu zhu) est une comédie d'action hongkongaise réalisée par Teddy Yip et sortie en 1986 à Hong Kong. C'est le quatrième et dernier volet de la série des Pom Pom après Mr Boo contre Pom Pom, sorti l'année précédente.
Elle totalise 10 533 418 HK$ de recettes au box-office.

## Synopsis
Les agents de police Chow (Richard Ng) et Beethoven (John Shum) doivent protéger May (May Lo (en)) qui a été témoin d'un meurtre commis par un gang. Pendant ce temps, Beethoven croit à tort que Chow est en train de mourir de cancer et entreprend de rendre ses derniers mois mémorables.

## Fiche technique
- Titre original : 雙龍吐珠
- Titre français : Pom Pom contre-attaque
- Réalisation : Teddy Yip
- Scénario : Chan Wai-yee
- Production : John Shum
- Pays d'origine :  Hong Kong
- Langue originale : cantonais
- Format : couleur
- Genre : comédie d'action
- Durée : 85 minutes
- Dates de sortie :
  -  Hong Kong : 14 août 1986

## Distribution
- Richard Ng : l'inspecteur Ng Ah Chiu
- John Shum : l'inspecteur Beethoven
- Deannie Yip : Anna, la fiancée de Ng
- May Lo (en) : May